# Daniel Bordignon
Daniel Luiz Bordignon (Nova Prata, 21 de julho de 1959) é um político brasileiro. Por duas vezes consecutivas chefiou o executivo de Gravataí, na região metropolitana de Porto Alegre, entre 1997 e 2004.
Militante social e ecologista, foi um dos fundadores do Partido dos Trabalhadores (PT) e da Associação de Preservação da Natureza Vale do Gravataí (APN-VG).
Professor, é formado em História. Foi operário e metalúrgico, com trajetória de sindicalista de forte atuação no magistério e na formação nas comunidades eclesiais de base, nos anos 70.

## Trajetória política

### Prefeitura de Gravataí
Eleito vereador de Gravataí em 1988 e, no ano seguinte assumiu a presidência da Câmara Municipal. Concorreu a prefeito em 1982, 1992 e se elegeu a primeira vez em 1996, com 35.359 votos. Quatro anos depois, foi reeleito com quase o dobro de votos (66.587).
No último ano de seu mandato, 2004, é indicado pelo partido o vice-prefeito de Bordignon, Sérgio Luis Stasinski, para concorrer à prefeitura do município, em que foi eleito. À época, Stasinski ainda estava filiado ao PT.
Daniel concorreu novamente em 2008 para prefeito de Gravataí, porém, cinco dias antes do pleito, o Tribunal Superior Eleitoral impugnou sua candidatura, em razão de gastos considerados irregulares pelo Tribunal de Contas da União. Rita Sanco (PT), que era candidata a vice de Bordignon, substituiu-o na corrida pelo Executivo municipal, porém acabou por se tornar a primeira prefeita eleita gravataiense a sofrer processo de Impeachment, deixando a prefeitura em 2011.

### Assembleia Legislativa
Eleito deputado estadual, Bordignon foi líder do governo Lula e líder do PT de 2007 a 2008 e entre 2011 e 2012.
Criador da Frente Parlamentar em Defesa do Meio Ambiente, Bordignon também é o autor da PEC 230, a chamada “PEC do controle social da água”, em análise na Assembleia Legislativa, que só permite concessões ou privatizações dos sistemas de abastecimento de água e esgotamento sanitário com autorização via plebiscito em cada município gaúcho.
Bordignon foi candidato ao terceiro mandato de deputado estadual mas não se elegeu.
Em março de 2016, Bordignon deixou o Partido dos Trabalhadores (PT) e ingressou no Partido Democrático Trabalhista (PDT), no fim do prazo legal para a filiação em novo partido antes das eleições municipais.